# Абрамович, Ильтезар Ильич
Ильтезар Ильич Абрамович (19.08.1928 — 12.10.2015) — советский и российский учёный в области глубинной геодинамики, доктор геолого-минералогических наук (1982), лауреат государственных премий.
Родился 19.08.1928 на станции Пятихатка Днепропетровского округа. В том же году семья переехала в Ленинград, где отец работал старшим научным сотрудником в институте Механобр, мать — учителем биологии в средней школе.
Окончил с отличием Ленинградский горный институт (1952) по специальности «Геофизические методы разведки полезных ископаемых».
С 1953 по 2010 год работал во ВСЕГЕИ (Всесоюзный (Всероссийский) научно-исследовательский геологический институт): начальник геологической партии, старший научный сотрудник, в 1964—1985 гг. зав. отделом математических методов, в 1985—1987 гг. зав. сектором геодинамики, с 1987 г. главный научный сотрудник. Последняя должность — главный научный сотрудник отдела глубинных геофизических исследований.
В 1959 году защитил кандидатскую диссертацию «Редкие и рассеянные элементы в интрузивных породах Тувы».
В 1981 г. защитил докторскую диссертацию:
- Петрохимия магматических ассоциаций континентальных областей : диссертация … доктора геолого-минералогических наук : 04.00.08. — Ленинград, 1980. — 316 с. : ил.

Специалист в области глубинной геодинамики, петрологии, петрохимии, радиологии и металлогении, геохимических аспектов тектоники литосферных плит. Обосновал новый подход к изучению первоначального концентрирования рудных компонентов в мантии.
В 1987 г. совместно с И. Г. Клушиным разработал концептуальную модель мантийного термобарического сепаратора, определяющую условия начального (предрудного) концентрирования металлов в мантии.
Автор более 200 публикаций, в том числе 11 монографий.
Государственная премия РФ 1997 года — за цикл работ «Глубинная геодинамика».
Заслуженный деятель науки РФ (18.08.2007).
Погиб в автомобильной аварии 12 октября 2015 года.
Семья: жена — Эльвира, сын Игорь, дочь Ольга (1954—2018) (журналист, литературный критик, лауреат премии Андрея Белого).
Сочинения:
- Фациально-формационный анализ магматических комплексов [Текст] : Петрохим. исследование / И. И. Абрамович, В. В. Груза ; М-во геологии СССР. Всесоюз. науч.-исслед. геол. ин-т. (ВСЕГЕИ). — Ленинград : Недра. Ленингр. отд-ние, 1972. — 237 с. : ил.; 21 см.
- Петрохимия и глубинное строение Земли [Текст]. — Ленинград : Недра. Ленингр. отд-ние, 1978. — 375 с. : ил., карт.; 22 см.
- Современные идеи теоретической геологии / [И. И. Абрамович, В. В. Груза, И. Г. Клушин и др.]. — Ленинград : Недра : Ленингр. отд-ние, 1984. — 280 с. : ил.; 22 см.
- Геодинамика и металлогения складчатых областей / И. И. Абрамович, И. Г. Клушин. — Ленинград : Недра : Ленингр. отд-ние, 1987. — 246,[1] с. : ил.; 22 см.
- Геодинамические реконструкции : (Метод. пособие для регион. геол. исслед.) / [И. И. Абрамович и др.]. — Ленинград : Недра : Ленингр. отд-ние, 1989. — 277,[1] с. : ил.; 22 см; ISBN 5-247-00529-5
- Геодинамика и мантийные корни рудных формаций / И. И. Абрамович. — Москва : МПР РФ и др., 1998. — 139, [1] с.; 21 см.
- Металлогения [Текст] / И. И. Абрамович ; Федеральное агентство по недропользованию (РОСНЕДРА), Всероссийский науч.-исслед. геологический ин-т им. А. П. Карпинского (ВСЕГЕИ), Межрегиональный центр по геологической картографии (ГЕОКАРТ). — Москва : Геокарт Геос, 2010. — 327 с. : ил., портр., табл.; 25 см.
- Планета Земля = The planet Earth : энциклопедический справочник : в 4 томах / М-во природных ресурсов Российской Федерации [и др.]; редакторы Л. И. Красный, О. В. Петров, Б. А. Блюман; редкол. В. А. Амантов [и др.]. — Санкт-Петербург : Изд-во ВСЕГЕИ, 2004-. — 29 см. Том «Тектоника и геодинамика». 1 / [И. И. Абрамович и др.]. — 2004. — 651 с. : ил., карт., портр., табл.